# Neffos N1
Neffos N1 — смартфон компанії TP-Link, був анонсований у 2018 році на виставці MWC 2018 в Барселоні.
Стартова ціна в Україні 5999 грн.
Попри невеликий розмір Neffos N1 займає високе місце у рейтингу телефонів до 6000 грн, завдяки подвійній основній камері від Sony та металевому корпусу.

## Зовнішній вигляд
У продаж апарат поступив в єдиному чорному кольорі.
За дизайном Neffos N1 схожий на Huawei P10 — суцільнометалевий корпус зі скляною фронтальною поверхнею.
Діагональ екрана 5.5 дюйми з IPS-матрицею. Розділова здатність — 1080 x 1920 пікселів (FullHD). Співвідношення сторін 16:9.
Екран телефону покритий захисним склом 2.5D Gorilla Glass.
Габарити: ширина 76.1 мм, висота 154.4 мм, глибина 7.5 мм, вага 165 грамів.

## Апаратне забезпечення
Neffos N1 побудовано на базі восьмиядерного процесора MediaTek Helio P25 (MT6757CD), який включає 4 ядра Cortex-A53 з частотою 1.4 ГГц і ще 4 ядра Cortex-A53 2.4 ГГц. Графіка — ARM Mali-T880.
Внутрішня пам'ять смартфона складає 64 ГБ, оперативна пам'ять — 4 ГБ. Слот для microSD картки дозволяє розширити пам'ять до 128 Гб.
Акумулятор незнімний Li-Ion 3260 мА/г із функцією швидкого заряджання (50 % за 30 хвилин).
Основна камера — два модулі Sony IMX386 по 12 Мп з апертурою f/2.0 з автофокусом та вбудованим спалахом. Відео знімається в Full HD (1920х1080) зі стереозвуком.
Фронтальна камера 8 Мп (f/2.2) з фіксованим фокусом.

## Програмне забезпечення
Neffos N1 працює на операційній системі Android  7.1.1 із фірмовою оболонкою NFUI 7.
Підтримує стандарти зв'язку: 4G LTE, 3G UMTS, WCDMA, 2G EDGE.
Бездротові інтерфейси: Wi-Fi 802.11 a/b/g/n, Bluetooth 4.1.
Смартфон підтримує навігаційні системи: GPS, ГЛОНАСС.
Телефон підтримує аудіоформати: MP3, AAC, WAV, M4A, OGG, OGA, AMR, AWB, FLAC, MID, MIDI, XMF, IMY, RTTTL, RTX, OTA, MP4, 3GP.
Формати відео: M4V, MP4, MOV, AVI, 3GP, 3G2, FLV, MKV, WEBM.

## Комплектація та додаткові функції
Комплектація: швидка зарядка, захисне скло, навушники з мікрофоном, кабель USB Type-C, ключ для слота SIM-карт, інструкція.
Додатково: датчики відбитків пальців, освітлення, наближення, компас, гіроскоп, акселерометр.